# Papitwo
Papitwo è un album discografico del cantante spagnolo Miguel Bosé pubblicato nel 2012.

## Tracce
Album CD
1. Linda (feat. Malú)
2. Aire Soy (feat. Ximena Sariñana)
3. Creo en Ti (feat. Juan Luis Guerra)
4. Decirnos Adiós (feat. Penélope Cruz)
5. Con las Ganas de Decirte (feat. Helen de Quiroga)
6. Partisano (feat. Juanes)
7. Puede Que (feat. Pablo Alborán)
8. Mirarte (feat. Jovanotti)
9. Sol Forastero (feat. Sabina)
10. Te Digo Amor (feat. Dani Martin)
11. Amiga (feat. Tiziano Ferro)
12. Shoot Me In the Back (feat. Bimba)
13. Duende (feat. Aleks Syntek)
14. Te Comería el Corazón (feat. Alejandro Sanz)

Bonus CD (Deluxe Edition)
1. Sea lo que sea será (feat. Above & Beyond)
2. Wrong in the right way (feat. Spankox)
3. Switch (feat. Frank Quintero)
4. Amor del bueno (feat. Reyli)
5. Lo noto (feat. Hombres G)
6. De mi lado (feat. Ana Torroja)
7. Iruten ari nuzu (feat. Kepa Junkera)
8. Encontrarás (feat. Natasha St. Pier)
9. Si no pueden quererte (feat. Natalia Lafourcade)
10. Dance! dance! dance! (feat. Marlango)
11. Espinita (feat. Albert Hammond)
12. Morir de amor (feat. Raphael)
13. Tres palabras (feat. Tania Libertad)
14. Tómbola (feat. Ana Belén)

## Classifiche
| Classifiche (2012)                       | Posizione raggiunta |
| ---------------------------------------- | ------------------- |
| FIMI (Italia)                            | 17                  |
| Top 100 Mexico (Messico)                 | 1                   |
| Productores de Música de España (Spagna) | 1                   |